# 濱松町客運總站

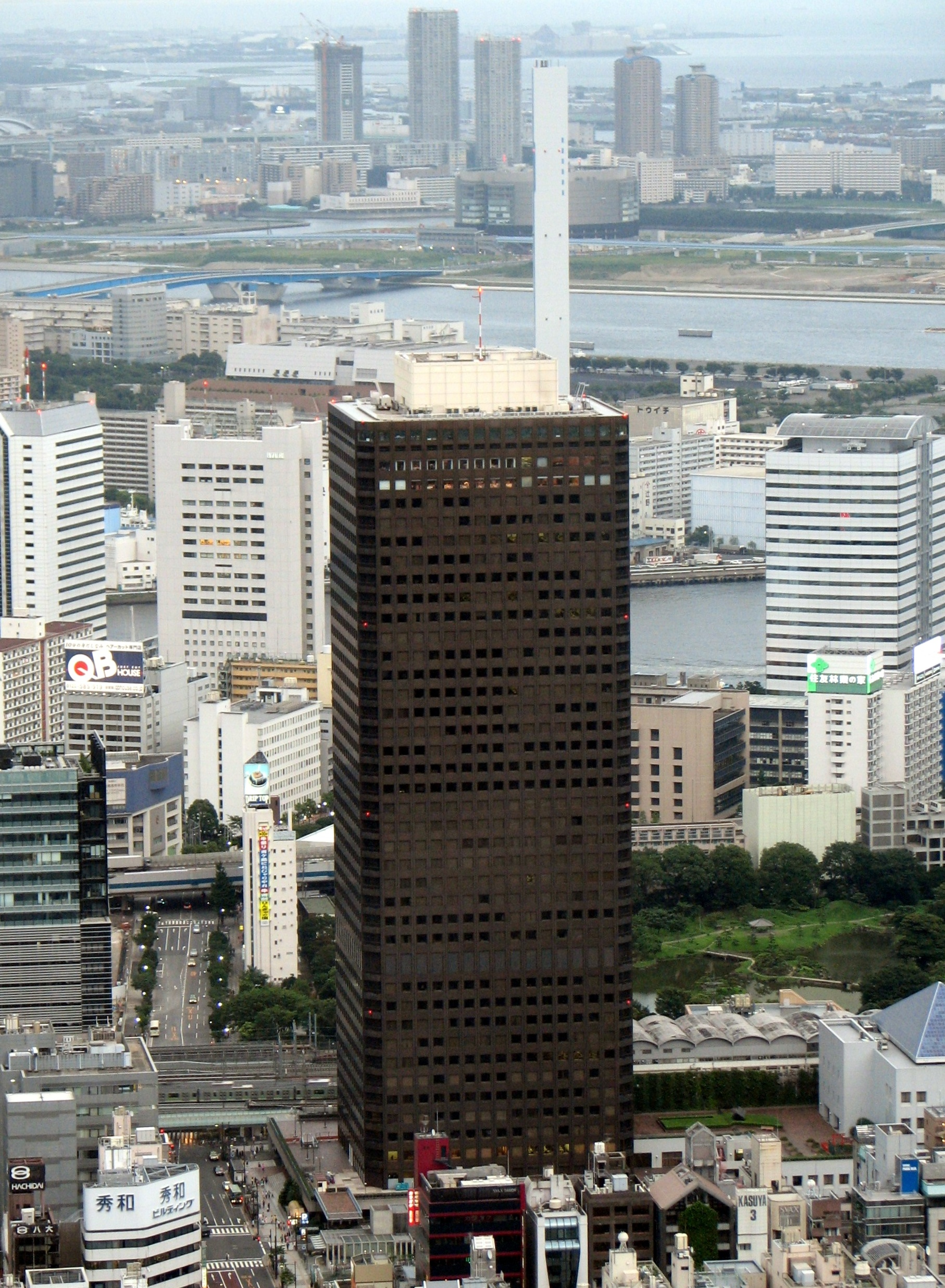
世界貿易中心大廈（2006年拍攝）

濱松町客運總站（日语：／ Hamamatsuchō basu tāminaru */?）是位於日本東京都港區濱松町，世界貿易中心大廈別館1樓的客運總站。京成巴士，京濱急行巴士，東北急行巴士為主的公路長途客運，開往御台場方向的市區公車，鳩巴士等旅遊公車到達本站及由本站始發。從此站出發經過世界貿易中心大廈2樓可以直達濱松町站。
由於受到高度限制，雙層巴士無法進入。由於已經興建大樓取代本站，2020年9月30日起本站停運。

## 路線資料
- 1號月臺
  - 公路·晝行:  開往銚子·犬吠埼（經過旭） （京成巴士·千葉交通）
  - 公路·晝行:  開往銚子（經過佐原・小見川） （千葉交通）
  - 公路·晝行:  開往東金·成東 （千葉花朵巴士）
  - 公路·晝行:  開往安房鴨川 （京成巴士·日東交通·鴨川日東巴士）
  - 公路·晝行:  開往君津 （京成巴士·日東交通）
  - 公路·晝行:  開往勝浦·御宿 / 安房小湊 （京成巴士·鴨川日東巴士）

- 3號月臺
  - 公路·夜行:  開往横手·田澤湖 （江之電巴士藤澤·羽後交通）

- 4號月臺
  - 公路·晝行/夜行:  開往仙台 （東北急行巴士）
  - 公路·晝行:  開往山形·新庄 （東北急行巴士·山交巴士）
  - 公路·夜行:  開往山形 （東北急行巴士）

- 6號月臺
  - 公路·晝行:  開往名古屋南 （WILLER EXPRESS）
  - 公路·夜行:  開往京都·大阪·難波 （WILLER EXPRESS）

- 8號月臺
  - 公路·夜行:  開往弘前·五所川原 （京濱急行巴士·弘南巴士）
  - 公路·夜行:  開往盛岡南·宮古 （羽田京急巴士·岩手縣北自動車）
  - 公路·夜行:  開往福知山·舞鶴 （羽田京急巴士·京都交通）
  - 公路·夜行:  開往岡山·倉敷 （羽田京急巴士·兩備巴士）
  - 公路·夜行:  開往鳥取·倉吉 （京濱急行巴士·日本交通·日之丸自動車）
  - 公路·夜行:  開往米子 （京濱急行巴士·日本交通·日之丸自動車）
  - 公路·夜行:  開往淡路島·德島 （京濱急行巴士·德島巴士）
  - 公路·夜行:  開往新居濱·今治 （京濱急行巴士·瀬戸内運輸）
  - 定期觀光 哈多巴士

- 9號月臺
  - 市區公車: <km01路> 開往電訊中心站前·東京國際展示場·國際展示場站前 （km觀光巴士）

## 鄰近地點
詳見濱松町站#車站周邊。

## 外部連結
- 世界貿易中心大廈官方網頁 （页面存档备份，存于） （日語）

1. ↑  . 世界貿易センタービルディング.   [2020-07-28]. （原始内容存档于2020-10-02）.